# 密歇根州众议院
密歇根众议院（英語：Michigan House of Representatives）是美国密歇根议会的下議院，共有110名议员，每届任期2年。现任众议院議長为共和黨籍的麥特·霍爾。